# Bookworm
Bookworm est un jeu vidéo de réflexion développé et édité par PopCap Games, sorti en 2003 sur Windows, Mac OS, iOS, Game Boy Advance, Xbox Live Arcade, J2ME, BREW, Palm OS, Nintendo DS et DSiWare.

## Accueil
- IGN : 8,4/10[1]
- Jeuxvideo.com : 10/20[2]